# Philon von Gadara
Philon von Gadara (griechisch Φίλων, 2. Jahrhundert) war ein antiker griechischer Mathematiker und stammte aus einer der Städte mit Namen Gadara.
Philon war der Lehrer des Sporus von Nikaia und hat die Näherung für Pi von Archimedes verbessert. Diese Angaben, die von Sporos stammen, hat Eutokios in seinem Kommentar zu Die Kreismessung des Archimedes überliefert. Weiteres ist über Philon nicht bekannt.